# Barkgatan

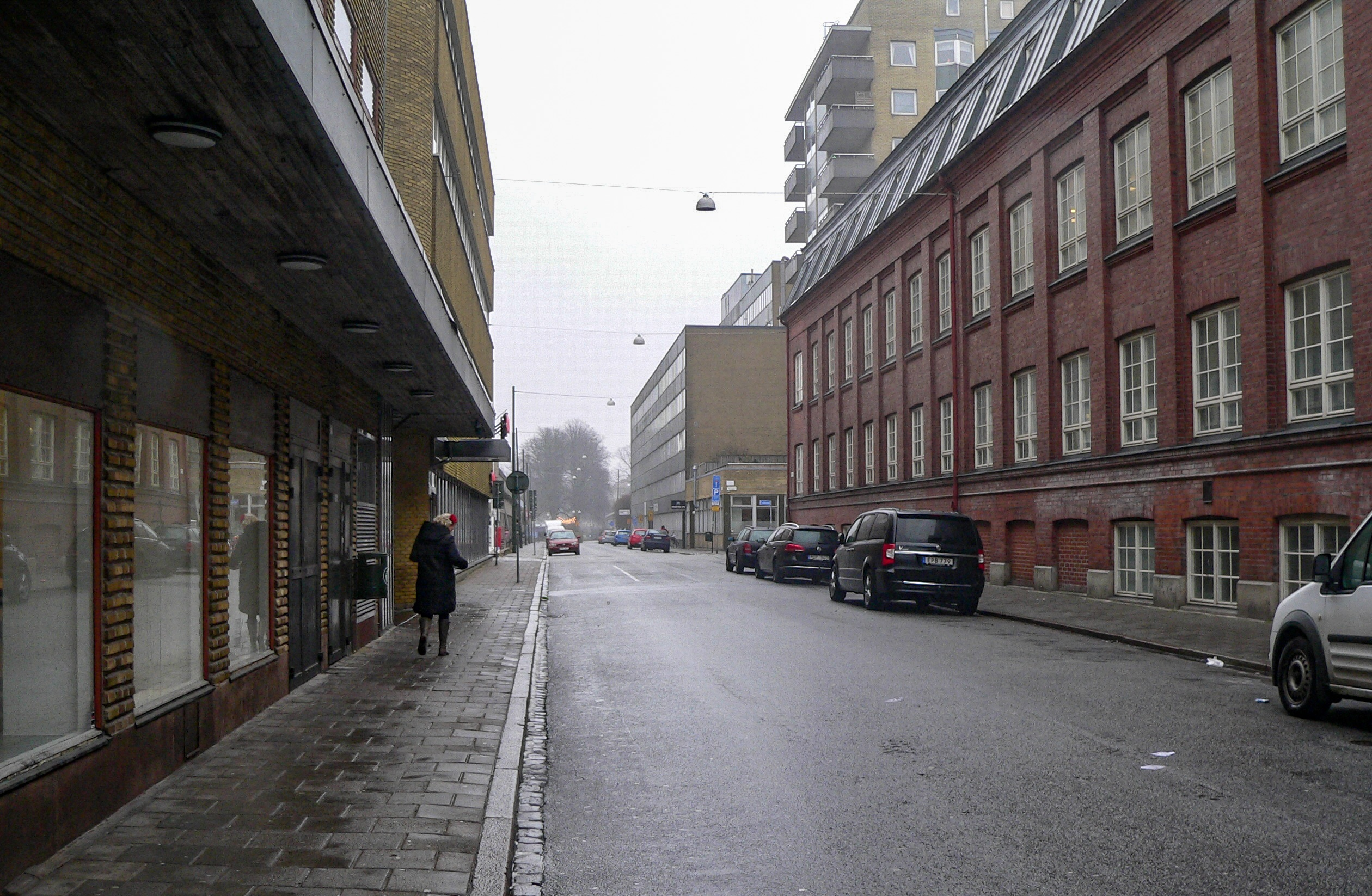
Barkgatan österut från Bergsgatan. I bortre änden vid gatans slut skymtar Folkets Park. Huset närmast på vänstra sidan är tidningen Arbetets tidigare lokaler, numera bland annat stadsarkiv.

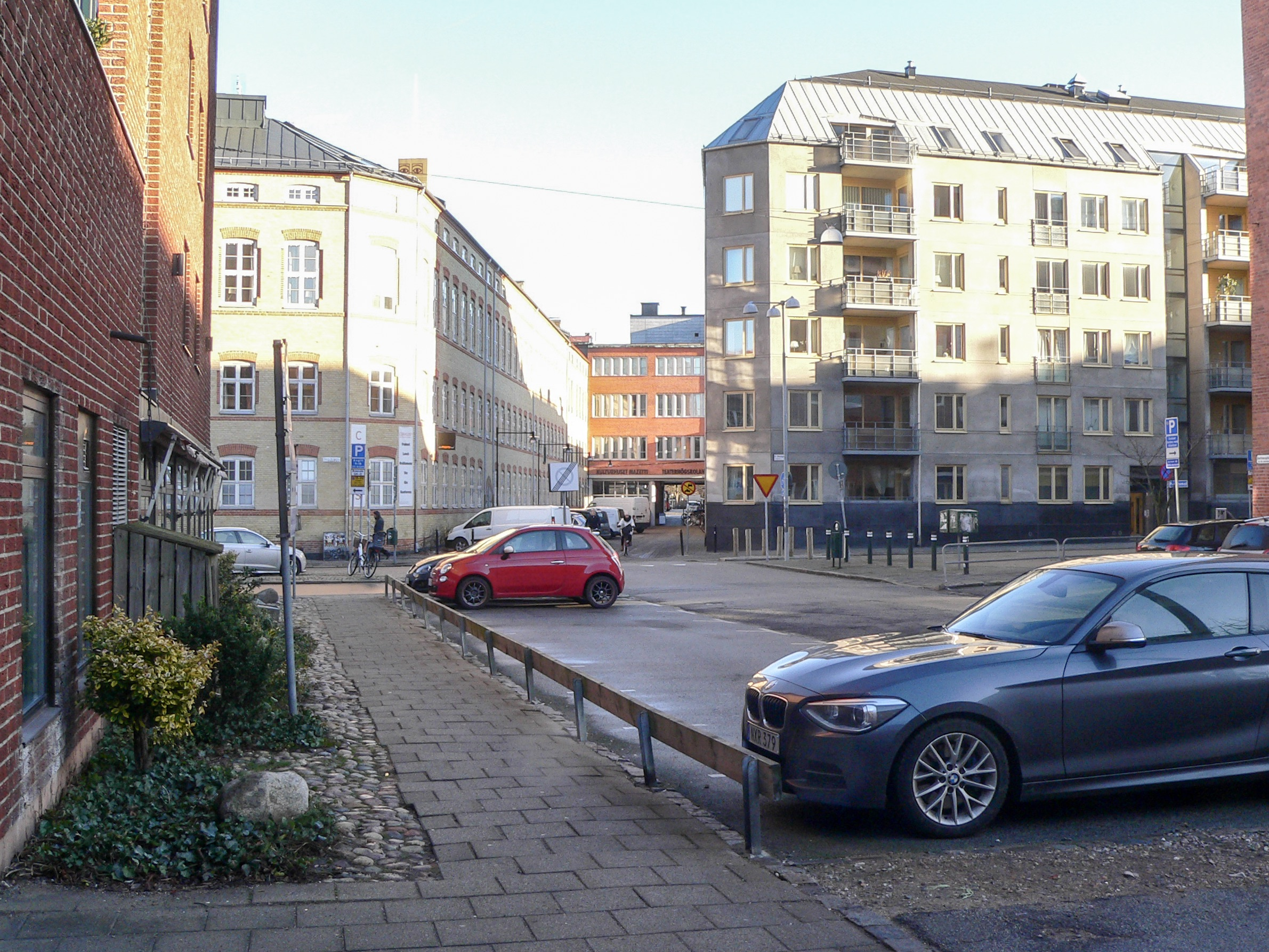
Barkmansgatan sedd österut från dess västände. Den korsar först Skolgatan, som här byter namn från Norra (åt vänster) till Södra (åt höger), fortsätter som gångstråk och slutar vid entréerna till Kulturhuset Mazetti och Teaterhögskolan. Genom porten skymtar dess fortsättning i Barkgatan på andra sidan Bergsgatan.

Barkgatan är en gata i delområdet Möllevången i stadsområdet Innerstaden i Malmö. Den sträcker sig från Bergsgatan till Norra Parkgatan (vid Folkets Park). 
Barkgatan namngavs 1889, då den avsåg en sträckning inom Rådmansvången väster om Bergsgatan, och förlängdes 1904 inom Möllevången. År 1960 utgick delen mellan Skolgatan och Bergsgatan, då denna kom att ingå i chokladfabriken Mazettis område. Den västligaste delen blev då en återvändsgata med namnet Barkmansgatan. I samband med tillkomsten av Kulturhuset Mazetti återskapades den försvunna sträckningen som ett gångstråk.
Både Barkgatan och Barkmansgatan har fått sitt namn efter Per Gustaf Barkman (född 1788 i Jönköping, död 1863 i Malmö), som från 1817 var verksam som handelsman i Malmö och ägare av Möllevångsgården. År 1817 grundade han handelsfirman Barkman & Bergh tillsammans med Christian Bergh, den person som givit namn åt Bergsgatan. Detta bolag bedrev handel med spannmål, brännvin och vin och de båda ägde också fastigheter vid Kansligatan och Stortorget (Bergska huset). Efter att handelsfirman upphört 1849 bedrev Barkman stärkelsefabrik och ångkvarn på Möllevången.